# Little Dorrit (film 1913)
Little Dorrit è un cortometraggio muto del 1913 diretto da James Kirkwood. Tratto dal romanzo La piccola Dorrit di Charles Dickens, il film è la prima trasposizione cinematografica della storia.

## Produzione
Il film fu prodotto dalla Thanhouser Film Corporation.

## Distribuzione
Distribuito dalla Mutual Film, il film uscì nelle sale cinematografiche USA il 29 luglio 1913.